# Nezperce
Nezperce település az Amerikai Egyesült Államok Idaho államában, Lewis megyében, melynek megyeszékhelye is. Lakosainak száma 458 fő (2020. április 1.).

## Népesség
A település népességének változása:

| 2010 | 466 |
| 2020 | 458 |